# Ormyridae
Die Ormyridae bilden eine Hautflüglerfamilie innerhalb der Überfamilie der Erzwespen (Chalcidoidea).

## Taxonomie
Der Entomologe Arnold Foerster führte im Jahr 1856 die Familie Ormyridae ein. Die Typusgattung ist Ormyrus Westwood, 1832. Burks et al. führten 2022 aufgrund molekularbiologischer und morphologischer Studien eine Aufspaltung und Umgliederung der Pteromalidae und verwandter Erzwespenfamilien durch. Im Rahmen dieser Revision wurde die Gattung Eubeckerella aus der Familie ausgegliedert. Dagegen wurde die Gattung Asparagobius als Schwestergruppe der Gattungen Ormyrus und Ormyrulus identifiziert und in die Familie aufgenommen. Weiterhin wurde die Gattung Hemadas von den Ormocerinae zu den Ormyridae verschoben. Die Familie Ormyridae umfasste nach der Revision 4 Gattungen.

## Merkmale
Die Erzwespen sind zwischen 1,1 und 6,7 mm lang. Burks et al. (2022) beschreiben die Familie Ormyridae anhand folgender morphologischer Eigenschaften: Die Fühler weisen 12 Geißelglieder auf. Diese Anzahl umfasst ein kleines viertes Keulenglied (Clavomer). Die Augen sind nicht ventral divergierend. Der Clypeus ist zweilappig und ohne quer gerichteter subapikaler Furche. Das Labrum wird vom Clypeus verdeckt. Es ist flexibel, annähernd rechteckig und besitzt eine Reihe Randborsten. Die Mandibeln haben 2 oder 3 Zähne.  Die subforaminale Brücke ist mit postgenalem Lappen und trennt die sekundäre hintere Tentoriumsgrube vom Hypostoma. Dabei beschränkt sie sich auf die Nähe zur Hinterhauptsöffnung (occipital foramen). Die postgenale Brücke ist vorhanden oder separiert. Die postgenale Lamina fehlt gewöhnlich. Die hypostomale Carina (Kiel) ist meistens konvergent. Ein Hinterhauptskiel (occipital carina) ist vorhanden. Die Axilla sind hervortretend. Das Mesoscutellum ist mit einem zumindest seitlich angedeuteten Frenum und ohne axillularer Furche. Der mesopleurale Bereich ist ohne erweitertem Acropleuron. Das Mesepimeron reicht über den Vorderrand des Metapleurons. Alle Beine besitzen 5 Tarsenglieder. Der protibiale Sporn ist kräftig und gebogen. Der basitarsale Kamm ist längs gerichtet. Die Stigmalader der Vorderflügel weist keinen rechten Winkel zum vorderen Flügelrand auf. Das Metasoma ist mit Syntergum und daher ohne Epipygium (Subgenitalplatte). Das Metasoma ist konvex oder stark sklerotisiert und panzerartig.

## Lebensweise
Die Ormyridae parasitieren verschiedene gallerzeugende Insekten. Zu den Wirten der Ormyridae gehören Gallmücken, Gallwespen und andere Erzwespen (Eupelmidae, Eurytomidae, Tanaostigmodes tambotis) sowie Minierfliegen und Bohrfliegen.

## Innere Systematik
Nach Burks et al. (2022) bestehen die Ormyridae aus folgenden Gattungen:
- Asparagobius Mayr, 1905 – 1 Art (A. braunsi); Südafrika
- Hemadas Crawford, 1909 – 1 Art (H. nubilipennis); Kanada, USA
- Ormyrulus Bouček, 1986 – 1 Art (O. gibbus); Indien, Oman
- Ormyrus Westwood, 1832 – 130–145 Arten; Nord- und Mittelamerika, Europa, südliches Afrika, Zentral-, Süd- und Ostasien, Australien